# Scriptoplusia
Scriptoplusia is een geslacht van vlinders van de familie uilen (Noctuidae), uit de onderfamilie Plusiinae.

## Soorten
- S. nigriluna Walker, 1857
- S. rubriflabellata Prout, 1921